# チェンリ

チェンリ(Tceqli, 発音/ʧeŋli/) は、レックス・F・メイ(Rex F. May)に作られた人工言語である。当初それはログランの影響を受けた。その名前は"Chinese"と"English"の合成であり、チェンリ文法のほとんどがこれら2言語に基づくという事実を表す。孤立語と総合的言語の分布範囲上で、チェンリは総合言語よりも孤立語に近い。屈折はないが、チェンリは、複合により新語を派生する。
チェンリはログランの形態論を改善する試みとして始まった。チェンリの形態論は、ある形態素が終わり、他のものが始まるところで話しやすくするために設計された。全ての形態素または語幹語は、一つかそれ以上の破裂音、摩擦音、破擦音で始まり、形態素の残りは、母音、半母音、鼻音、流音からなる。
特別の形態素形があれば、チェンリは、チェンリのルールに適した語のために、最初に多くの話者と共にある言語を通して探すことで語彙を「発見」する。例えば「氷」を意味する語“biq”（発音 /biŋ/）は、北京官話から直接借用した。“Blu”（青）は英語から借用され、“dolor” （悲しみ）はスペイン語から借用され、“dielo”（物、ビジネス、事）はロシア語から、“gin”（コンピュータ）はヒンディー語から、“hana”（鼻）は日本語から、その他チェンリは概念に適した語を発見する前に多くの言語を通してしばしば見ようとする。そしてチェンリはアルバニア語、ベンガル語、ハンガリー語、インドネシア語、サモア語、セルビア・クロアチア語、シンハラ語、スワヒリ語、トルコ語、ベトナム語からの語を含み、その影響は多様である。
元来ログランの代替物として意図されて以来、チェンリは、論理的言語として始まった。しかし言語の目標はそれから変化した。完全に明白であることを放棄し、代わりに簡潔で曖昧な形を許容する一方、ほとんどの場合明白であることの「選択肢」を提供することを追究する。これらの形は「新聞の見出しの言語」であるという批判を導き、最近の言語の注目を集めえたぐらい簡潔と見られる。その文法もログランの述語に基づいた構造から変化した。ログランにおいてあらゆる述語は、名詞と動詞を弁別するより自然言語に基づいたものへ、文におけるその位置に基づく、名詞、動詞、修飾語になりえる。